# Buchholz (Aller)
Buchholz (Aller) è un comune di 2.090 abitanti della Bassa Sassonia, in Germania.
Appartiene al circondario della Landa ed è parte della comunità amministrativa (Samtgemeinde) di Schwarmstedt.
Oltre al capoluogo Buchholz, il territorio comunale comprende la frazione di Marklendorf.